# Бихач
Бихач (на босненски: Bihać) е град в крайната северозападна част на Босна и Херцеговина на брега на река Уна. Център на едноименната община, както и административен център на Унско-сански кантон на Федерация Босна и Херцеговина.
Има площ от 900 кв. км и население от 56 261 души по оценка от 2013 г.
Часова зона UTC+1. Телефонният му код е +387 37.

## Демографска структура
Населението от 56 261 души (2013 г.) е разпределено както следва:
- Бошняци – 49 550 (88,07%)
- Хървати – 3265 (5,8%)
- Сърби – 910 (1,61%)
- Други – 2536 (4,5%)

## История
От 4 ноември 1942 до 29 януари 1943 година Бихач е столица на Бихачката република, самообявила се държава, контролирана от комунистическата Югославска народна освободителна армия.

## Личности

### Родени
- Зденко Кожул – шахматист